# ユナイテッド・リーグ
VTBユナイテッドリーグ（ロシア語: Единая Лига ВТБ, 英語: VTB United League）は、2008年に発足したバスケットボールの国際リーグ戦。ロシアをはじめとする旧ソ連圏のチームが参加する。

## 2021-22シーズン参加クラブ
| クラブ名                   | ホームタウン         | 国名         |
| -------------------------- | -------------------- | ------------ |
| アスタナ                   | アスタナ             | カザフスタン |
| アブトドール・サラトフ     | サラトフ             | ロシア       |
| CSKAモスクワ               | モスクワ             | ロシア       |
| エニセイ・クラスノヤルスク | クラスノヤルスク     | ロシア       |
| ヒムキ                     | ヒムキ               | ロシア       |
| ロコモティフ・クバン       | クラスノダール       | ロシア       |
| ニジニ・ノヴゴロド         | ニジニ・ノヴゴロド   | ロシア       |
| パルマ                     | ペルミ               | ロシア       |
| ツモキ・ミンスク           | ミンスク             | ベラルーシ   |
| UNICS                      | カザン               | ロシア       |
| ゼニト                     | サンクトペテルブルク | ロシア       |

## 歴代優勝チーム
- 2008-09：CSKAモスクワ
- 2009-10：CSKAモスクワ
- 2010-11：ヒムキ
- 2011-12：CSKAモスクワ
- 2012-13：CSKAモスクワ
- 2013-14：CSKAモスクワ
- 2014-15：CSKAモスクワ
- 2015-16：CSKAモスクワ
- 2016-17：CSKAモスクワ
- 2017-18：CSKAモスクワ
- 2018-19：CSKAモスクワ
- 2019-20：CSKAモスクワ
- 2020-21：CSKAモスクワ
- 2021-22：ゼニト